# Tony Chimel
Anthony Chimel ou simplement Tony Chimel est un annonceur de ring de la World Wrestling Entertainment, qui a notamment travaillé dans les divisions SmackDown de 1999 à 2007 puis de nouveau à partir d'octobre 2009, et ECW de septembre 2007 à octobre 2009. Il a commencé sa carrière en 1994.

## Carrière

### World Wrestling Entertainment (1991-2020)

#### Annonceur à SmackDown (1999-2007)
En 1999 il prend le rôle d'annonceur à WWE SmackDown après avoir remporté un combat face à Howard Finkel dans un Tuxedo Match.
En 2006 il est impliqué dans une mini-rivalité avec Mr. Kennedy. Ce dernier accuse Chimel de ne pas annoncer son nom avec tout le respect qui lui est dû. Chimel sera frappé dans les parties puis sera forcé de manger un beignet en entier par Mr. Kennedy. Il est aussi pyrotechnicien pour les galas de la WWE.

#### Annonceur de la ECW (2007-2009)
Le 25 septembre 2007, Tony Chimel devient l'annonceur de la division ECW à la place de Justin Roberts qui lui passe à Smackdown.

#### Retour à SmackDown (2009-2011)
En octobre 2009 il revient à WWE SmackDown pour remplacer Justin Roberts, qui est parti à Raw pour remplacer Lilian García qui a quitté la fédération.

#### Annonceur de NXT (2011-2012)
En décembre 2011, il se fait remplacer à Smackdown par Lilian Garcia qui a effectué son retour, et reste uniquement l'annonceur de WWE NXT.

#### Diverse apparition et départ (2012-2020)
Lors du WWE SmackDown 1000, il est l'annonceur de l'entrée d'Edge.
Le 09 octobre 2020, il est renvoyé par la WWE.